# Paso péruvien
Pour les articles homonymes, voir Paso.
Le Paso péruvien (espagnol : Peruano de Paso) est une race de chevaux légers, sélectionnés pour la selle. Ce cheval de loisir est connu pour la douceur de ses mouvements. Il se distingue par une allure naturelle supplémentaire à quatre temps, latérale, appelé le paso llano.
Cette race est protégée par le gouvernement péruvien à travers le décret n° 25 919, promulgué le 28 novembre 1992. Elle a été déclarée patrimoine culturel de la nation par l'Institut National de la Culture (INC). En raison de son isolement pendant 400 ans et de la sélection faite par ses éleveurs, cette race est très particulière dans ses proportions corporelles et par son paso llano caractéristique. Elle est typique des régions du nord du Pérou dont elle est originaire. Trujillo est considérée comme le berceau du cheval Paso péruvien.
L’équitation sur un Paso péruvien demande un équipement spécifique, différent de celui utilisé dans les autres types d’équitation. La selle est particulièrement confortable, et comprend des étriers pleins de forme triangulaire.

## Terminologie
Cette race est nommée peruano de paso ou paso peruano en espagnol. Le nom de « Criollo péruvien » est un nom générique qui désigne toutes les races de chevaux élevées au Pérou.
En raison du nom de Paso, une opinion populaire veut que les races du Paso péruvien et du Paso Fino aient une origine commune. Paso signifie simplement « pas » en espagnol, et n'implique aucune origine commune des deux races. Bien qu'il s'agisse de deux races d'origine espagnole ayant quelques similitudes, elles ont été élevées dans des buts différents et sont très distinctes l'une de l'autre. Le Paso péruvien est cheval national du Pérou, et le Paso Fino provient de différents chevaux d'Amérique du Sud et des Caraïbes, principalement de Colombie et de Porto Rico. Pour mieux distinguer les deux races, la terminologie « cheval péruvien » (peruvian horse) est de plus en plus employée par les anglo-saxons. Le nom Costeño (espagnol : El caballo costeño de paso aclimatado a la altura) peut également être employé pour désigner ces chevaux.

## Histoire

### Origine
Des chevaux d'allure, connus sous le nom de palefrois, existent depuis le Moyen Âge. Le genet d'Espagne, en particulier, est remarqué pour son amble. Le Paso péruvien descend du genêt d'Espagne, du Barbe, qui lui a légué sa force et son endurance, et de l'Andalou qui y a ajouté son style, sa conformation et ses actions,.
Ces chevaux arrivent en Amérique du Sud avec la conquête espagnole, à commencer par l'arrivée de Pizarro en 1535. Ils viennent d'Espagne vers la Jamaïque, le Panama et d'autres régions de l'Amérique centrale. Les importations augmentent après 1542, quand les Espagnols créent la vice-royauté de Nouvelle-Castille, qui devient plus tard la vice-royauté du Pérou, une importante terre coloniale espagnole dans le Nouveau Monde du XVIIIe siècle.

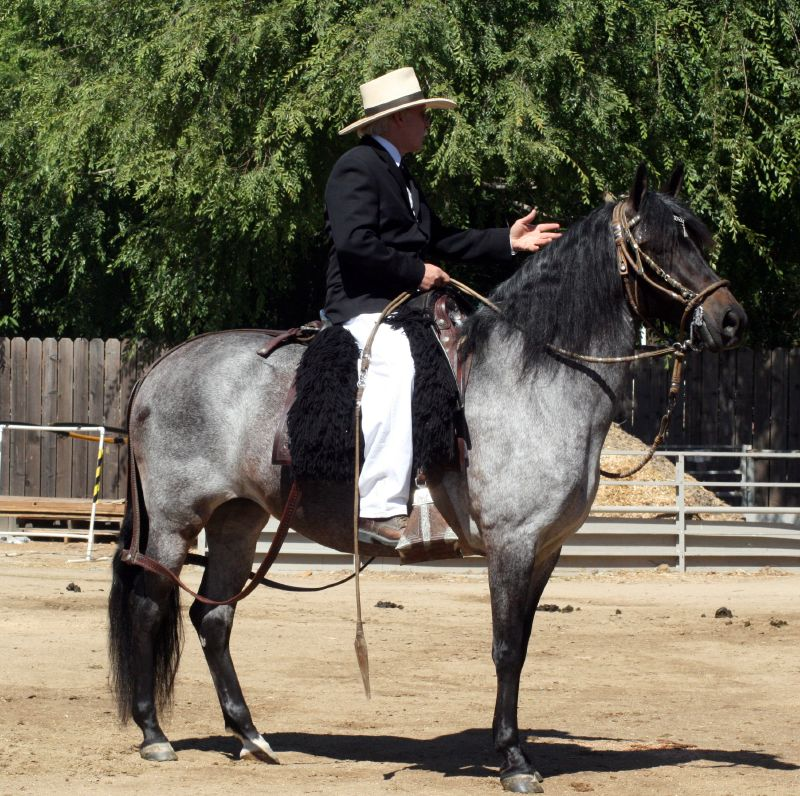
Paso péruvien avec son harnachement traditionnel.

Une fois arrivés au Pérou, ces chevaux sont utilisés pour le transport et comme réserve d'élevage. Dans le nord du Pérou, l'immensité des plantations de sucre et de coton demande des surveillants capables de parcourir de longues distances, souvent en prenant plusieurs jours pour traverser la plantation. Dans le sud du Pérou, les déserts arides qui séparent les colonies demandent de vigoureux chevaux. Dans les deux cas, des allures confortables et une bonne endurance sont nécessaires. D'autre part, le Pérou n'a pas développé d'économie basée sur l'élevage, et n'a donc pas besoin de chevaux rapides et vifs pour l'équitation de travail.
Au fil du temps, les éleveurs péruviens sélectionnent des lignées élevées principalement pour leurs allures, leur conformation, et leur tempérament. Ils veulent des animaux forts et robustes, qui soient confortables à monter et faciles à contrôler. En plus de quatre siècles, leur élevage sélectif donne le Paso péruvien moderne.

### XXeet XXIe

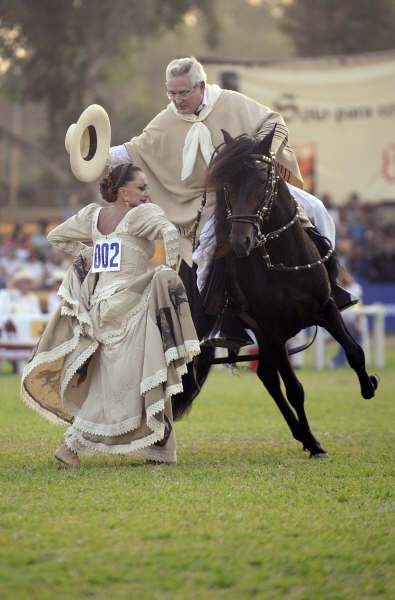
Paso péruvien en démonstration au salon national de la race à Lima.

Un premier déclin dans l'utilisation du cheval Paso péruvien intervient dans la partie sud du Pérou dès les années 1900, à la suite de la construction de grands axes routiers qui permettent aux premiers véhicules à moteur de remplacer le cheval. La plupart des éleveurs importants de la région donnent leurs meilleurs chevaux aux paysans qui vivent à l'écart, dans les quebradas (vallées) des alentours. C'est à cette occasion que l'éleveur Gustavo de la Borda obtient le cheval qui devient l'étalon fondateur moderne le plus important de la race, Sol de Oro (Viejo).
Le Paso péruvien continue à prospérer dans les régions septentrionales, car il est nécessaire au transport sur les haciendas. Cette situation change avec les réformes agraires instituées par le gouvernement de Juan Velasco Alvarado dans les années 1960, qui ont un effet dévastateur sur le cheval Paso péruvien. Les zones de reproduction sont divisées et le cheptel reproducteur est perdu. L'intérêt pour le cheval Paso péruvien, de plus en plus grand aux États-Unis et en Amérique centrale, entraîne l'exportation d'un grand nombre des meilleurs chevaux, ce qui conduit à une période de déclin du Paso dans sa propre patrie.
Les trente années qui suivent voient un regain pour le cheval Paso au Pérou. Le salon annuel national à Lima devient un événement majeur dans la vie culturelle du pays. Le Paso péruvien est déclaré patrimoine culturel du Pérou dans le but de consolider la race. Il y a maintenant des lois qui restreignent l'exportation des chevaux champions nationaux.

## Description

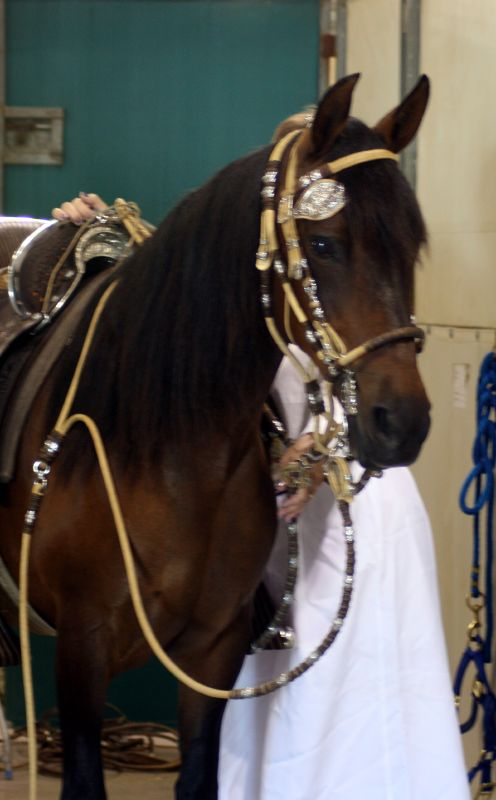
Tête d'un Paso péruvien

Les Paso péruviens sont réputés internationalement pour leur bon tempérament et leurs allures confortables. C'est un cheval de taille moyenne d'une grande élégance, avec une poitrine profonde, une encolure et un corps lourds.

### Robes
La palette de robes admises est variée, incluant l'alezan, le noir, le bai, les différentes manifestations du gène Dun, le palomino, le gris et le rouan. Les robes unies, grises avec la peau foncée sont considérés comme les plus souhaitables. Les marques blanches sont acceptables sur les jambes et la tête.

### Allures
Lorsque le Paso péruvien utilise son allure naturelle supplémentaire, le paso llano, le cavalier ne ressent aucune secousse et est parfaitement stable.
Le Paso péruvien a fait l'objet d'une étude visant à déterminer la présence de la mutation du gène DMRT3 à l'origine des allures supplémentaire : l'étude de 22 sujets a permis de détecter la présence de cette mutation chez 100 % d'entre eux, et l’existence de chevaux d'allures parmi la race.  

### Sélection
La Paso péruvien fait l'objet d'une sélection très poussée.

## Utilisations
Le Paso est un cheval de selle, monté pour la randonnée équestre et toutes les formes d'équitation de loisir, les présentations et parades équestres, et l'endurance.

## Diffusion de l'élevage
En 2003, le nombre de chevaux Paso dans le monde est estimé à 25 000. La race est élevée dans de nombreux pays, notamment au Salvador, en Uruguay et aux États-Unis. Par ailleurs, l'ouvrage Equine Science (4e édition de 2012) le classe parmi les races de chevaux de selle connues au niveau international.

## Dans la culture

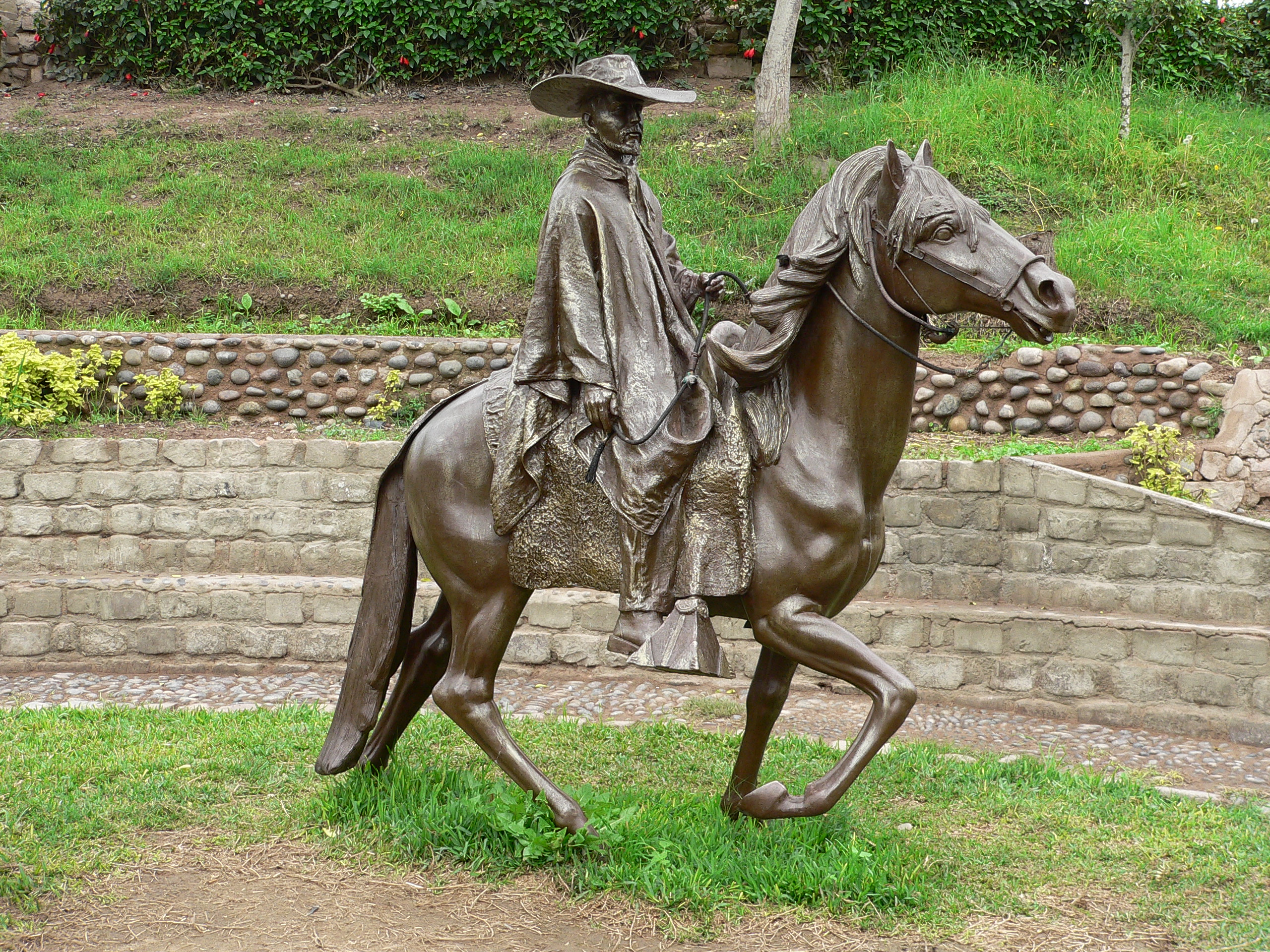
Statue d'un Paso péruvien